# Saurita submacula
Saurita submacula là một loài bướm đêm thuộc phân họ Arctiinae. Loài này được William Schaus mô tả năm 1911. Loài này có ở Costa Rica.